# 江西省人民代表大會
江西省人民代表大會始建於1953年6月至1954年7月之間，是中華人民共和國江西省的地方国家权力机关。現任委員會主任為中国共产党江西省委员会书记劉奇兼任，副主任為马志武、龚建华、胡世忠、赵力平、曾文明、张小平。 
從1954年至1965年，江西省人民代表大會經歷了三屆，共召開了十三次會議。此後因文化大革命被迫停止運作。 
文革結束後，江西省第五屆人民代表大會第一次會議於1978年2月召開，正式恢復工作。

## 外部連結
- 江西省人民代表大會 （页面存档备份，存于）